# Ванду
Ванду́ (кит. упр. 望都, пиньинь Wàngdū) — уезд городского округа Баодин провинции Хэбэй (КНР).

## История
Во времена Враждующих царств здесь существовало владение Цинду. При империи Цинь был образован уезд Цинду (庆都县), который при империи Хань был переименован в Ванду. При узурпаторе Ван Мане уезд был переименован в Шуньтяо (顺调县), при империи Юань вновь получил название Цинду, при империи Цин в 1749 году опять был переименован в Ванду.
В августе 1949 года был образован Баодинский специальный район (保定专区), и уезд вошёл в его состав. В 1958 году уезд был присоединён к уезду Тансянь, но в 1962 воссоздан вновь.
В 1968 году Баодинский специальный район был переименован в Округ Баодин (保定地区). Постановлением Госсовета КНР от 23 декабря 1994 года округ Баодин и город Баодин были расформированы, а на их территории был образован Городской округ Баодин.

## Административное деление
Уезд Ванду делится на 3 посёлка и 5 волостей.